# 세르비아어 위키백과
세르비아어 위키백과(Википедија на српском језику)는 위키백과의 세르비아어판이다. 2003년 2월 16일에 시작되었다. 2009년 10월 20일 10만이상을 돌파했다. 2013년 1월 26일 기준 178,586개의 문서를 담았으며 기호는 sr이다.

## 이형(異形)
세르비아어는 4가지 이형이 있다. 이것은 두 알파벳 키릴 문자와 라틴 문자를 사용하고 두 '방언' ekavian과 ijekavian이 있다. 따라서 표기 문자와 방언을 섞어보면 4가지 이형이 나오게 된다(라틴-ekavian, 키릴-ijekavian, 라틴-ekavian, 키릴-ijekavian).
세르비아어 위키백과가 생겨났을 때 키릴 문자가 사용되었고 두 방언이 모두 사용되었다(두 방언 간 차이는 적다). 그러나 두 종류의 알파벳이 모두 널리 사용되었기 때문에 양자를 모두 사용하는 것을 시도하게 되었다. 처음에는 봇 프로그램을 사용하여 모든 문서를 변환하였다. 그러나 약 1,000개의 문서를 변환한 이후로는 기술적인 어려움과 이후 등장한 중국어 위키백과의 모델의 선호로 인해 중단되었다. 이후 두 문자 간 자동 변환이 도입되었다. 이렇듯 키릴-라틴 변환은 효과적이었으나, 아직 두 방언간 변환은 복잡하여 이의 실행은 아직 완성되지 않았다.